# Pakistanisch-portugiesische Beziehungen
Die pakistanisch-portugiesischen Beziehungen umfassen das bilaterale Verhältnis zwischen Pakistan und Portugal. Die Länder unterhalten seit 1949 direkte diplomatische Beziehungen.
Die Beziehungen gelten traditionell als gut. Ihre wachsenden wirtschaftlichen Beziehungen, mit einem traditionellen Handelsbilanzüberschuss zu Gunsten Pakistans, und die gegenseitigen Diasporas sind wichtige Bezugspunkte. Politisch und wirtschaftspolitisch arbeiten sie zusammen im Rahmen gemeinsamer Mitgliedschaften in multilateralen Gremien wie der Weltbank, dem Internationalen Währungsfonds (IWF), den verschiedenen UN-Organen u. a.

## Geschichte

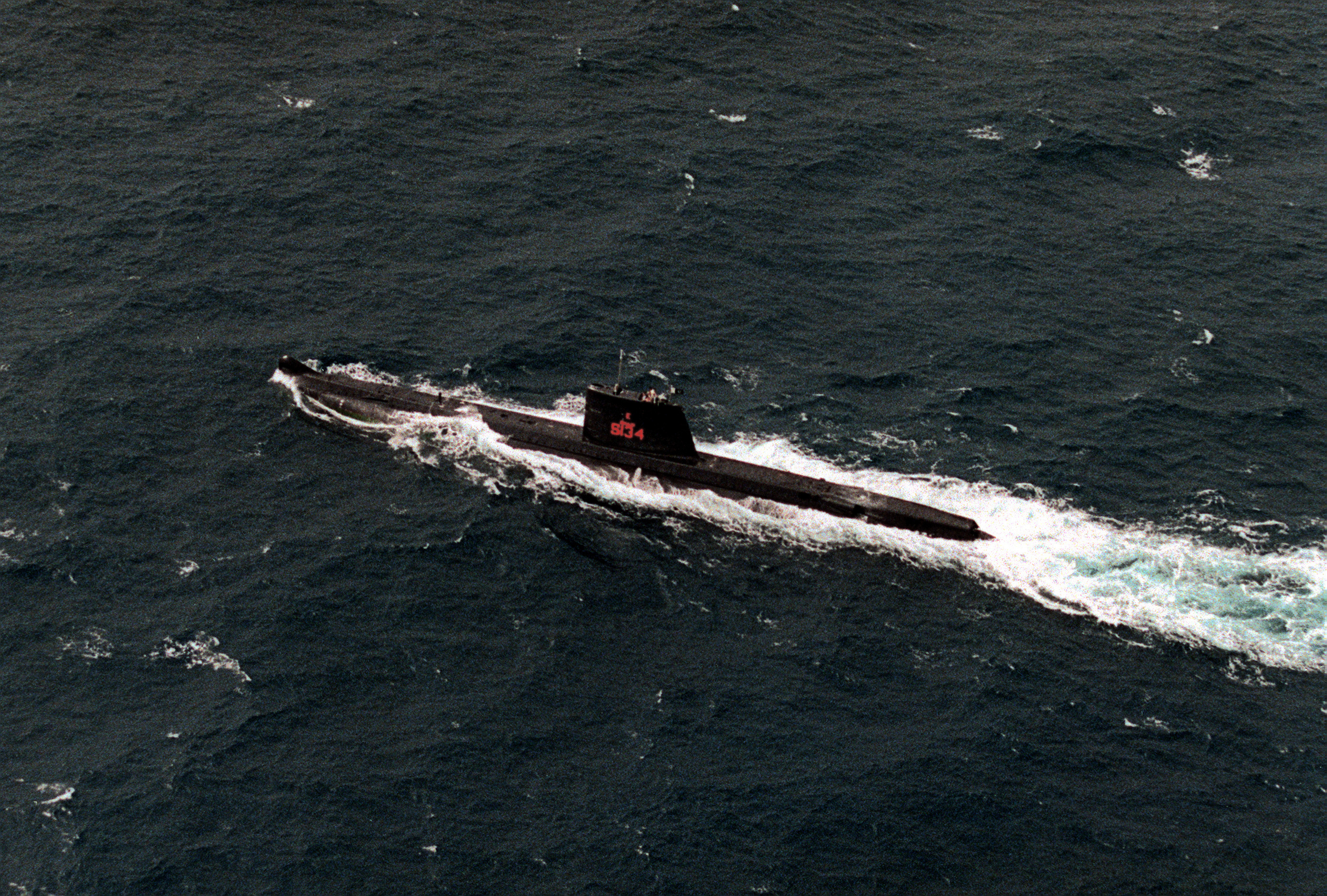
Das U-Boot PNS Ghazi (S-134), seit 1977 im Besitz der Pakistan Navy, wurde 1968 in Portugal gebaut und diente bis 1975 als NRP Cachalote (S-165) der Marinha Portuguesa.

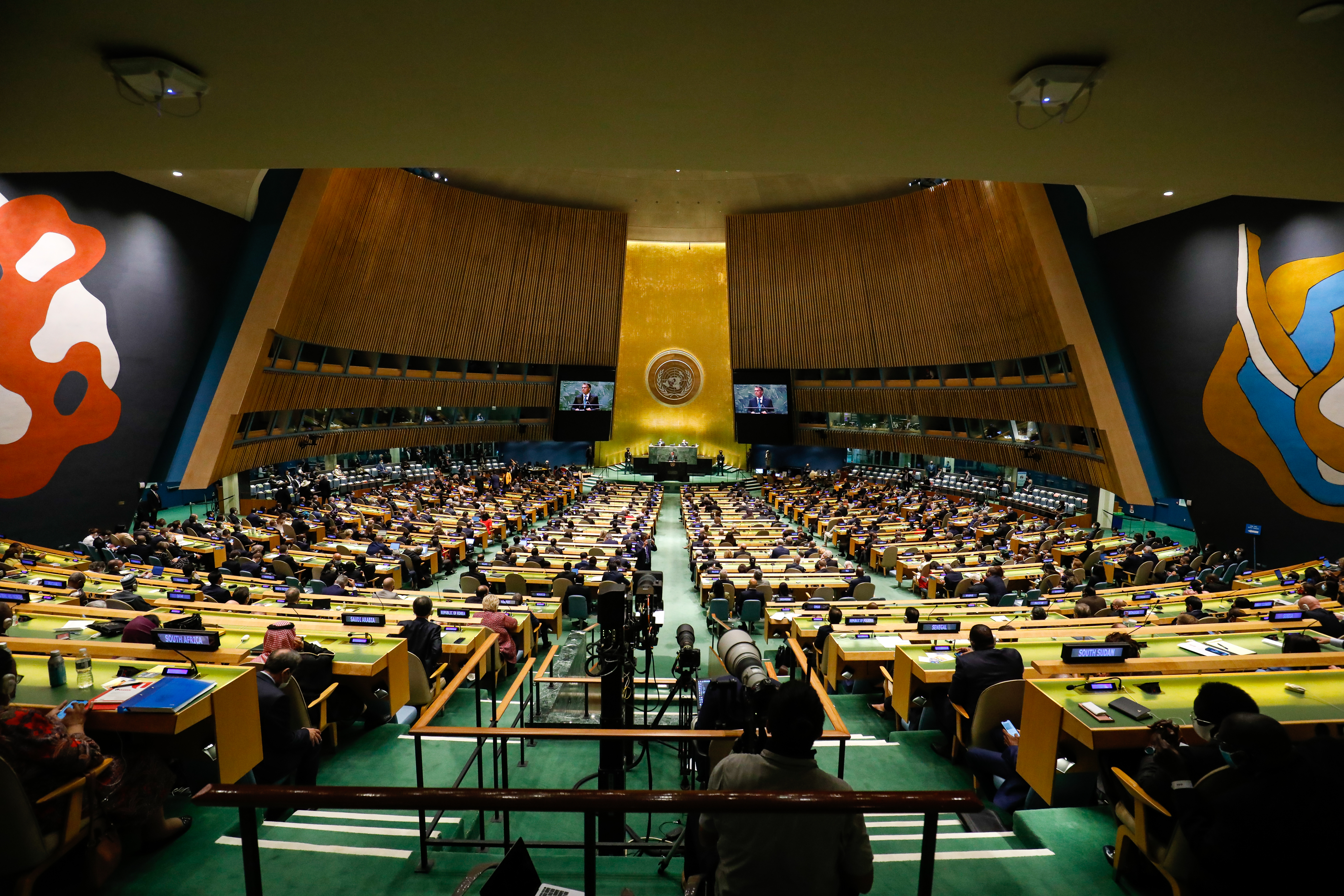
Eröffnung der Generaldebatte der 76. UN-Vollversammlung am 21. September 2021

Das Portugiesische Kolonialreich, das sich seit dem frühen 16. auch über das Arabische Meer vor dem heutigen Pakistan erstreckte, unterhielt hier keine Stützpunkte. Mitte des 19. Jahrhunderts kam das Gebiet unter britische Herrschaft.
Nach der Unabhängigkeit Pakistans 1947 richtete Portugal im November 1949 eine erste Vertretung in Karatschi ein, im Mai 1952 akkreditierte sich António José Alves Júnior als erster Vertreter Portugals in Pakistan. 1954 eröffnete Pakistan seinerseits seine erste Botschaft in Portugal. 1957 kam Pakistans erster Präsident Iskander Mirza zum Staatsbesuch nach Portugal. Nach einem ersten Luftfahrtabkommen am 7. Juni 1958 schlossen beide Staaten neun Tage später ein erstes bilaterales Handelsabkommen ab.
Nach der Annexion Portugiesisch-Indiens durch die Republik Indien Ende 1961 wurden die portugiesischen Militärangehörigen und Zivilisten vor allem über Karatschi weiter zurück nach Portugal evakuiert.
Am 6. Juli 1981 unterzeichneten beide Staaten in der neuen pakistanischen Hauptstadt Islamabad ein neues Handelsabkommen.
Am 7. November 1994 vereinbarten die Außenminister beider Staaten in der portugiesischen Hauptstadt Lissabon ein Memorandum of Understanding über zu vertiefende Kulturbeziehungen. 1995 schlossen Pakistan und Portugal ein gegenseitiges Investitionsschutzabkommen, dem im Jahr 2000 ein Doppelbesteuerungsabkommen folgte.
Bei einem Treffen der Außenminister beider Staaten am Rande der 76. UN-Vollversammlung im September 2021 vereinbarten sie eine weitere Vertiefung ihrer Beziehungen. Nach der Einrichtung gegenseitiger Parlamentariergruppen im jeweils eigenen Parlament, die auch zahlreichere und stärkere persönliche Verbindungen schaffen sollen, werden seither auch vertiefte Wirtschafts- und Handelsbeziehungen und hochrangige gegenseitige Staatsbesuche und Besprechungen angestrebt.

## Diplomatie
Pakistan unterhält eine Botschaft in der portugiesischen Hauptstadt Lissabon. Konsulate Pakistans bestehen in Portugal nicht (Stand Dezember 2022).
Portugal führt eine Botschaft in der pakistanischen Hauptstadt Islamabad, dazu sind portugiesische Honorarkonsulate in Karachi und Lahore eingerichtet (Stand Dezember 2022).

## Migration

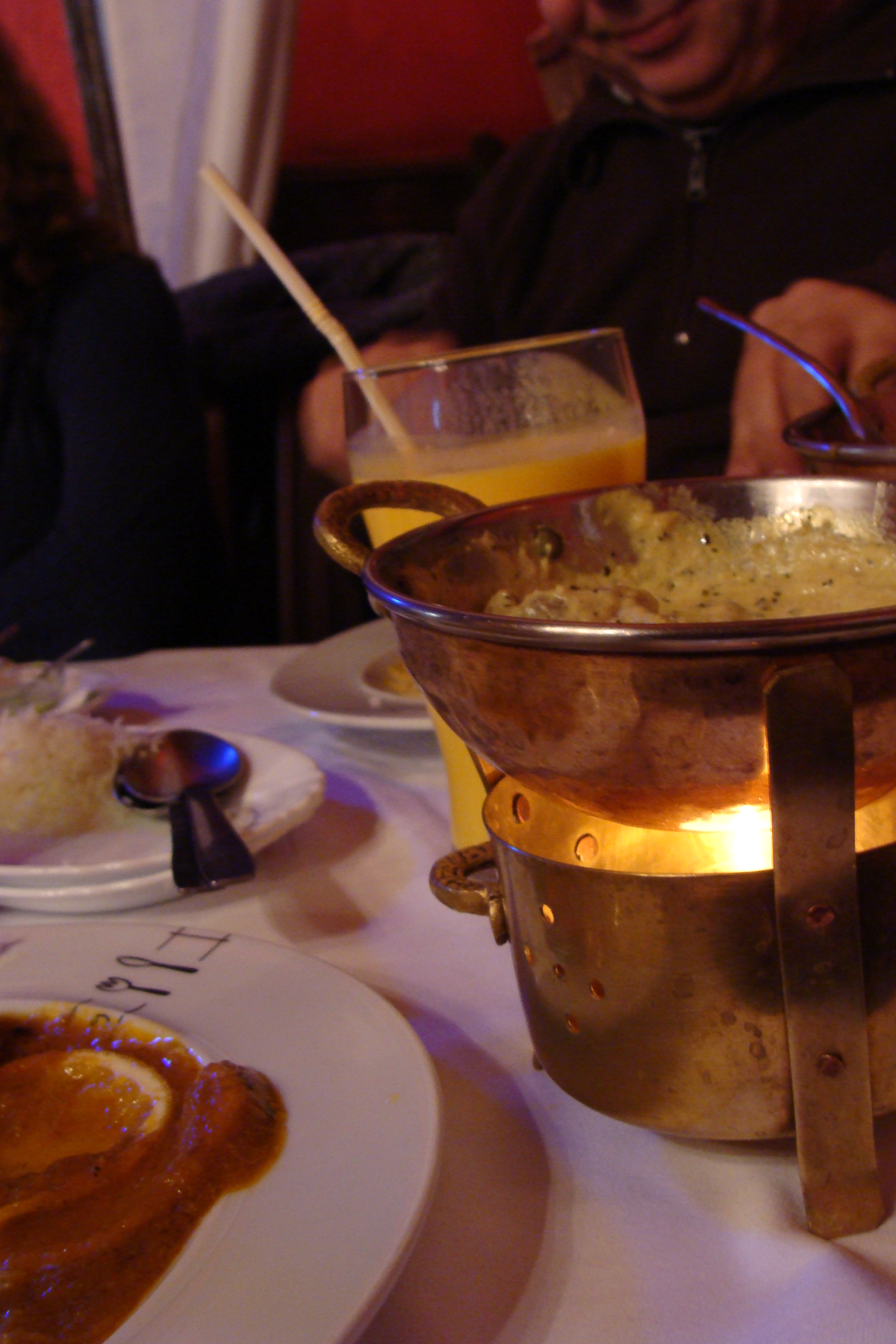
Portugiesische Gäste in einem indo-pakistanischen Restaurant in Coimbra: Pakistanische Restaurants bestehen in vielen größeren Orten Portugals.

### Pakistaner in Portugal
Im Jahr 2021 waren insgesamt 7499 pakistanische Staatsbürger in Portugal gemeldet, verteilt in allen Verwaltungsdistrikten des Landes, davon mit 4369 die meisten im Distrikt Lissabon. 2008 zählte ihre Zahl noch etwa 2000 und stieg seither stetig an. Die Zentralmoschee Lissabon ist der Mittelpunkt ihres Gemeindelebens, zu dem anlässlich von Feiertagen auch Pakistaner aus anderen europäischen Länder anreisen. Sie arbeiten überwiegend im Baugewerbe und der Landwirtschaft oder treiben Handel. Sie sind zu einem Teil in der Associação Luso-Paquistanesa organisiert, einem pakistanisch-portugiesischen Verein, der auch Interessensvertretung der Pakistaner in Portugal ist.
Das erste Neugeborene des Jahres 2023 in Portugal war Aariz, der Sohn eines pakistanischen Ehepaars aus Amadora.

### Portugiesen in Pakistan
Im Jahr 2021 waren 64 Staatsbürger Portugals konsularisch in Pakistan registriert. Zudem existiert eine kleine Gemeinde portugiesischstämmiger Menschen in Pakistan, häufig mit Wurzeln in Goa und dem übrigen früheren Portugiesisch-Indien. Familiennamen wie Aranjo, Rodrigues, Carvalho, Goveas (von Goveias), Souza bzw. Sousa, Dias, Soares, Xavier u. a. zeugen in Pakistan hiervon.
Einige bekannte Persönlichkeiten aus Pakistan haben teils weitläufig portugiesische Vorfahren, darunter Mervyn Middlecoat (1931–1971, dekorierter Kampfflieger in den indisch-pakistanischen Auseinandersetzungen), der Bischof Max John Rodrigues (* 1938) oder auch die Pädagogin und Hochschullehrerin Bernadette Louise Dean, die 2015 von Islamisten zur Ausreise gezwungen wurde. Auch Joseph Cordeiro (1918–1994), ab 1958 Erzbischof von Karatschi, ist weitläufig portugiesisch-katholischer Abstammung. Sie stammen meist von Goa-Katholiken aus der bis 1961 bestandenen portugiesischen Überseeprovinz Portugiesisch-Indien ab, die heute den Großteil der etwa 1 Mio. Katholiken ausmachen, die wiederum fast die Hälfte der Christen in Pakistan darstellen. Bereits seit dem 18. Jahrhundert siedelten Menschen aus Goa ins heutige Pakistan über, vor allem nach Karatschi. Die Gemeinde dieser Goa-stämmigen Menschen in Pakistan erreichte bis 1947 bis zu 15.000 Personen, die sich vor allem in Karatschi ansiedelten und ganz überwiegend ihre portugiesischen Pässe gegen die neuen pakistanischen eintauschten. Mit Zunahme der gesellschaftlichen Bedeutung des Islams in Pakistan setzte ab Mitte der 1970er Jahre eine Auswanderungswelle unter den goastämmigen Katholiken ein.

## Wirtschaft

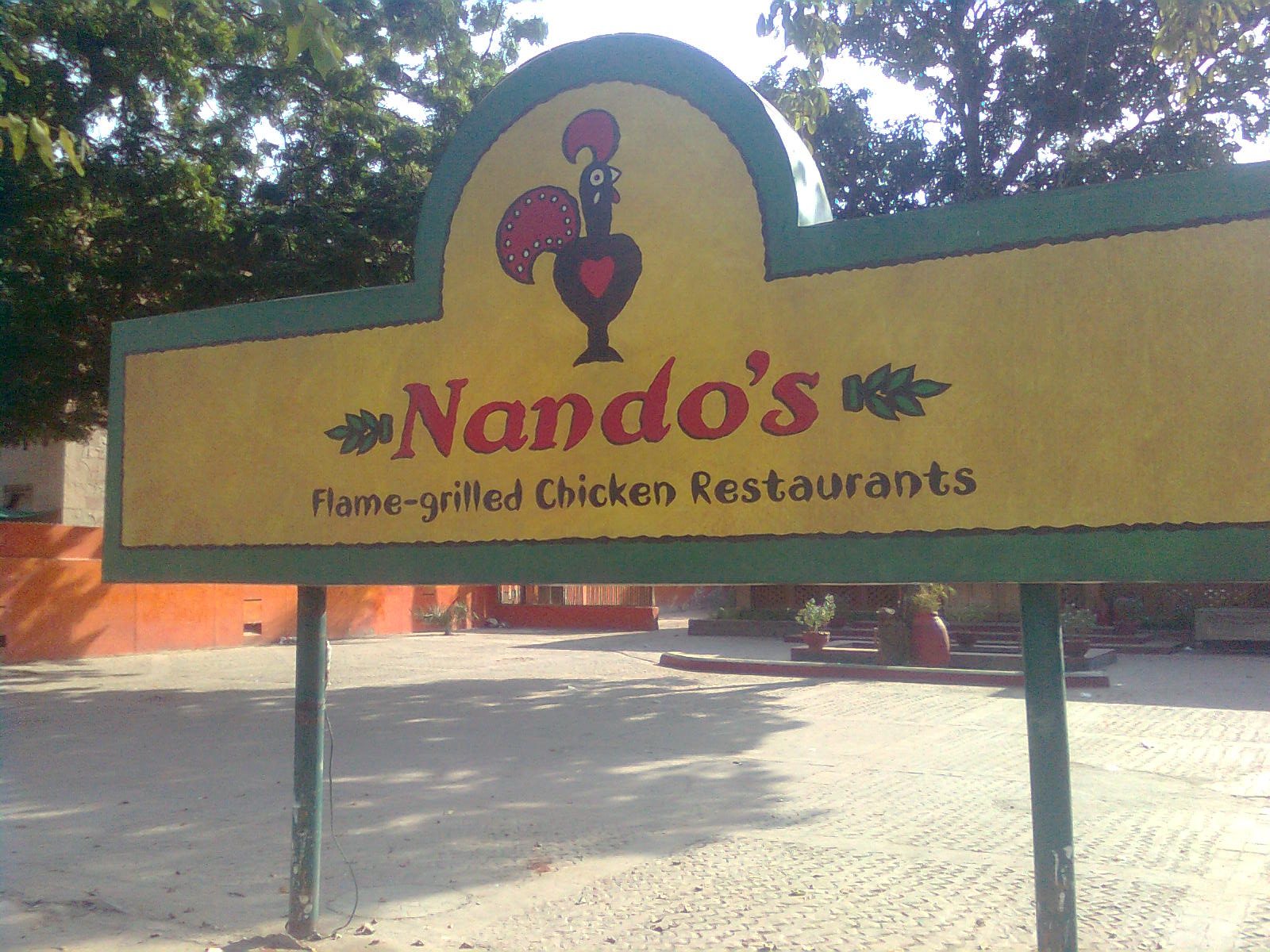
Filiale der portugiesischstämmigen Restaurantkette Nando’s in der pakistanischen Metropole Lahore

Das Handelsvolumen zwischen Pakistan und Portugal belief sich 2021 auf 222,074 Mio. Euro, mit einem Handelsbilanzüberschuss zu Gunsten Pakistans von 177,455 Mio. Euro.
Dabei exportierte Pakistan Waren und Dienstleistungen im Wert von 199,764 Mio. Euro nach Portugal (2020: 147,267 Mio.; 2019: 159,869 Mio.; 2018: 153,491 Mio.; 2017: 114,713 Mio.; 2016: 101,526 Mio.; 2015: 101,985 Mio.; 2010: 80,173 Mio.; 2005: 73,447 Mio.), zu 88,8 % Textilien.
Portugal führte zeitgleich Waren und Dienstleistungen in Höhe von 22,310 Mio. Euro nach Pakistan aus (2020: 23,407 Mio.; 2019: 21,509 Mio.; 2018: 26,622 Mio.; 2017: 27,780 Mio.; 2016: 30,357 Mio.; 2015: 22,605 Mio.; 2010: 12,492 Mio.; 2005: 8,405 Mio.), davon 36,7 % Metallwaren, 23,6 % Maschinen und Geräte, 13,5 % textile Stoffe und 8,4 % Holz- und Zellulosepaste.

## Kultur
Das portugiesische Kulturinstitut Instituto Camões ist nicht in Pakistan vertreten. Der Kulturaustausch findet über die Botschaften und zivilgesellschaftliche Akteure statt.
Pakistanische Musiker gastieren gelegentlich auch in Portugal, etwa beim Weltmusikfestival FMM Festival das Musicas do Mundo, wo bereits Künstler wie Faiz Ali Faiz (2008) oder Asif Ali Khan (2013) aufgetreten sind. Als bekanntester pakistanischer Musiker kann auch in Portugal Nusrat Fateh Ali Khan gelten. Sein Neffe, der ebenfalls international bekannte Rahat Fateh Ali Khan, gastierte zuletzt 2019 bei der pakistanischen Gemeinde in Lissabon (Stand 2022).
Aus den Reihen der kleinen portugiesischstämmigen Gemeinde Pakistans stammen zahlreiche Musiker, die einigen Einfluss auf die populäre Musik des Landes hatten, insbesondere bis Ende der 1970er Jahre und dabei besonders auf das Gitarrenspiel. Auch das Theater- und Filmgeschehen in Pakistan belebten sie spürbar. Die Gemeinde dieser meist aus Goa stammenden Menschen erreichte bis 1947 bis zu 15.000 Personen, die sich vor allem in Karatschi ansiedelten und entscheidend zum lebendige Kulturleben der Stadt beitrugen, bis zu dessen Höhepunkt in den 1950er bis 1970er Jahren. Bis heute besteht die Ende der 1880er Jahre gegründete Karachi Goan Association (KGA) mit ihrem markanten Gebäude. Seit 1976 sorgte dann die zunehmende gesellschaftlichen Hinwendung zum vorherrschenden Islam und seinen strengeren Regeln für ein schwindendes Nachtleben und eine anhaltende Auswanderungswelle der Goastämmigen.